# Lutherrenaissance

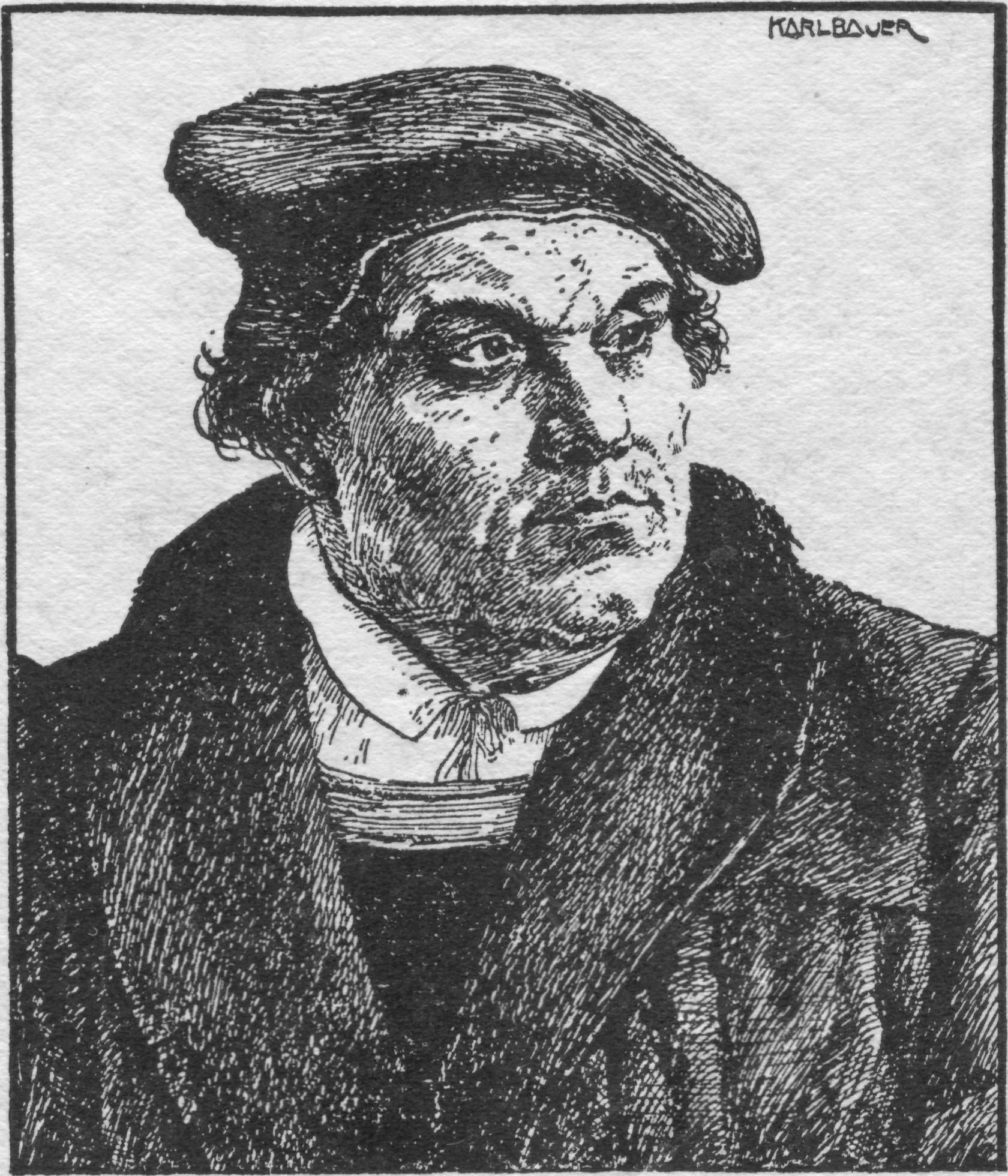
Martin Luther (Zeichnung von Karl Bauer, in: Hjalmar Holmquist: Martin Luther: Minnesskrift till reformationsjubileet, Uppsala 1917)

Der von Erich Seeberg geprägte Begriff Lutherrenaissance bezeichnet eine theologische Erneuerungsbewegung innerhalb des deutschen und skandinavischen Luthertums. Sie setzte etwa 1910 ein und war bis in die 1930er Jahre lebendig. Da einige führende Vertreter sich mit dem Nationalsozialismus einließen, galt sie seit dem Zweiten Weltkrieg als diskreditiert. Allerdings waren auch Dietrich Bonhoeffer und Hans Joachim Iwand, deren Werke in der Nachkriegszeit für die evangelische Kirche prägend wurden, von der Lutherrenaissance beeinflusst. 
Als Organ der sich erst seit etwa 1923 als eigene Schule verstehenden Gruppierung diente die Zeitschrift für systematische Theologie. Die Dialektische Theologie kann als Gegenentwurf zur Lutherrenaissance gelten, wird bisweilen aber, vor allem von Forschern in den Vereinigten Staaten, gemeinsam mit ihr unter dem Begriff „neo-orthodoxy“ zusammengefasst.

## Karl Holl: Luthers reformatorischer Durchbruch
Als Beginn der Lutherrenaissance gilt das Jahr 1910, in dem Karl Holl Martin Luthers Römerbriefvorlesung der Jahre 1515 bis 1516 (erst 1908 durch Johannes Ficker ediert) als Dokument seines reformatorischen Durchbruchs entdeckte. „In der Rechtfertigungstheologie des ‚jungen Luther‘ der Römerbriefvorlesung fand Holl den Inbegriff westlicher Gewissensreligion.“ Holl setzte sich dabei mit Max Webers Modernitätstheorie auseinander.
1921, unter dem Eindruck des Ersten Weltkriegs, entdeckte Holl im ‚jungen Luther‘ eine Heldengestalt, die als „sittliche Wiederaufbauikone für Deutschland“ taugte.

## Emanuel Hirsch: Politische Christologie
Emanuel Hirsch begründete eine politische Theologie als Christologie, die sich aus Luthers theologia crucis herleitete (also die Bereitschaft des einzelnen Christen, in der Nachfolge Christi zu leiden). Diesen Schlüsselbegriff entnahm er aus Luthers Hebräerbrief-Vorlesung, speziell aus Luthers Glosse zu Hebr 12,11 . 
In der Situation des Jahres 1934 hieß das für ihn, Adolf Hitler als Souverän der evangelischen Kirche anzuerkennen. Dieser ‚völkische Souverän‘ war als Alternative zum Rechtsstaatsgedanken, wie er in der Liberalen Theologie vertreten wurde, gemeint. Leidensbereitschaft hieß dann konkret die Opferbereitschaft des Soldaten und dessen Bereitschaft, im industriellen Krieg in Schuld verstrickt zu werden. Paul Tillich kritisierte schon 1934: „Du verkehrst die prophetisch-eschatologisch gedachte Kairos-Lehre in priesterlich-sakramentale Weihe eines gegenwärtigen Geschehens.“

## Der Luther-Renaissance zugerechnete Theologen

### Deutschland
- Karl Holl
- Carl Stange
- Emanuel Hirsch
- Paul Althaus
- Rudolf Hermann
- Werner Elert
- Heinrich Bornkamm
- Hanns Rückert
- Erich Seeberg
- Georg Wehrung
- Erich Vogelsang
- Jochen Klepper (Schriftsteller)

### Skandinavien
- Anders Nygren
- Gustaf Aulén
- Ragnar Bring
- Torsten Bohlin
- Eduard Geismar
- Axel Gyllenkrok
- Arvid Runestam